# Aba Kovner
Aba Kovner (hebrejsky אבא קובנר‎, 14. března 1918 – 25. září 1987), původním jménem Abel Kowner, byl židovský básník, spisovatel a partyzánský vůdce. Později se stal významným izraelským básníkem. Jeho bratrancem byl vůdce izraelské komunistické strany Maki – Me'ir Vilner.

## Biografie
Narodil se Sevastopolu nebo v Ašmjanech, později se přestěhoval do Vilniusu (tehdy součásti Polska), kde absolvoval střední židovskou školu a školu umění. Během svých studií vstoupil do socialistického sionistického mládežnického hnutí ha-Šomer ha-ca'ir a stal se jeho aktivním členem.

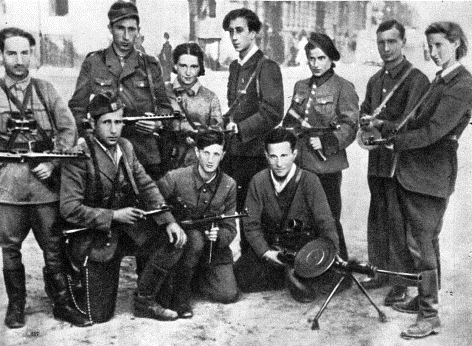
Aba Kovner (horní řada uprostřed) mezi příslušníky podzemního odboje vilniuského ghetta

V červnu 1941 napadla armáda nacistického Německa Vilnius, jenž byl v té době součástí Litevské SSR, a po zahájení okupace zde bylo zřízeno Vilniuské ghetto. Kovnerovi se společně s několika přáteli podařilo uprchnout do dominikánského kláštera na vilniuském předměstí, vedeného sestrou Annou Borkowskou, ale krátce na to se vrátil do ghetta. Usoudil, že pro úspěch jakéhokoliv povstání musí být ustanovena židovská odbojová skupina. Sám vedl Sjednocenou partyzánskou organizaci v lesích nedaleko Vilniusu a angažoval se v partyzánských útocích proti nacistům. Ve svém partyzánském úsilí pokračoval po celou dobu druhé světové války a podařilo se mu přežít holokaust.
Po osvobození Vilniusu sovětskou Rudou armádou v červenci 1944 se stal jedním ze zakladatelů hnutí Bricha, které pomáhalo Židům uniknout po válce z východní Evropy. V roce 1945 odjel na krátkou dobu do britské mandátní Palestiny a po svém návratu do Evropy s organizací Nakam pokračoval v podzemních aktivitách proti nacistickým válečným zajatcům.

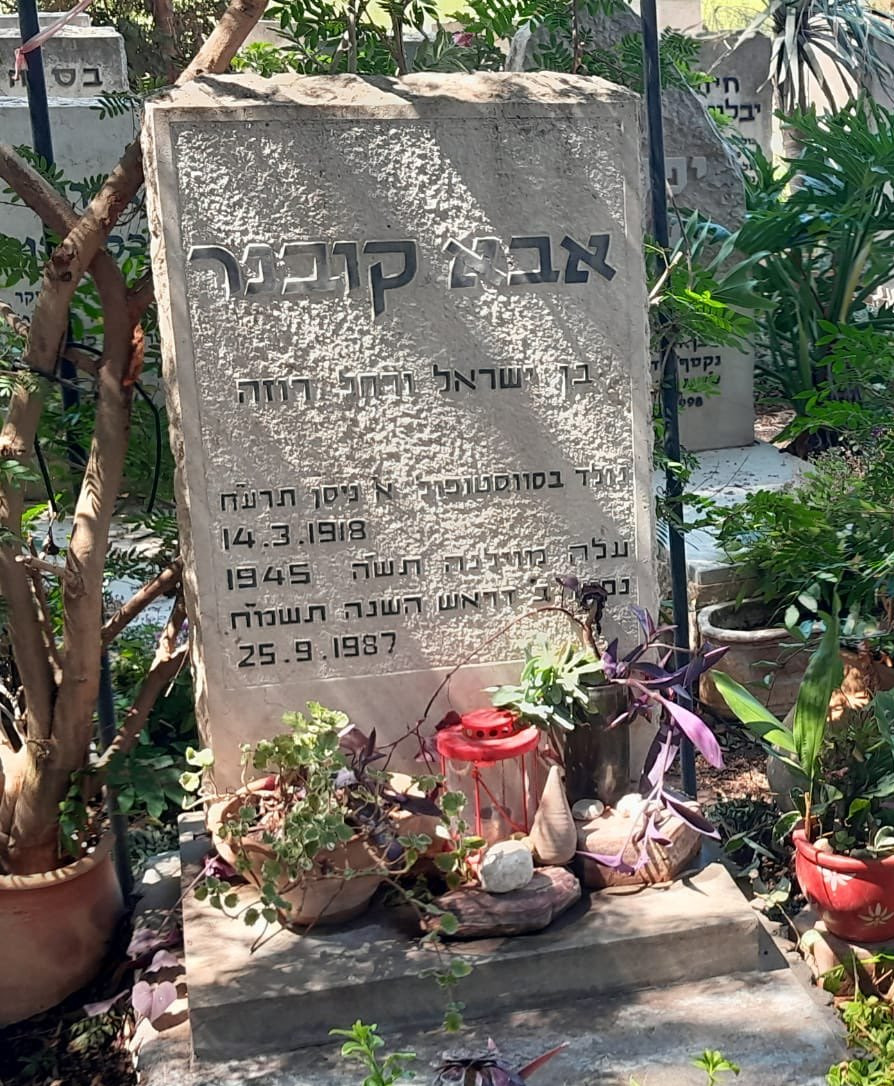
Hrob Aby Kovnera

Nakam (Dam jehudi nakam‎, doslova „Židovská krev bude pomstěna“) byla židovská organizace založená Kovnerem, jejímž cílem bylo pomstít holocaust. Původní plán byl nasypáním jedu do vodovodního řadu otrávit 6 miliónů Němců jako pomstu za zabití 6 miliónů Židů během holokaustu. Ten však překazila britská policie, pravděpodobně upozorněná někým ze sionistických kruhů, kdo se obával, že by masová vražda uškodila budoucímu židovskému státu (viz odkaz). Poté se zbylí členové skupiny pokusili provést záložní plán – otrávit internované příslušníky SS v Langwasserském internačním táboře poblíž Norimberku. Během něj měl být údajně potřen chléb pro 12 až 15 tisíc německých válečných zajatců (většinou příslušníků SS) zředěným arsenikem. Podle deníku The New York Times z roku 1946 onemocnělo celkem 207 internovaných vojáků, kteří byli následně přijati do nemocnice, ale nezemřeli. Kovner byl zajat a deportován z Evropy zpět do Izraele, kde nakonec sloužil jako důstojník u brigády Givati v izraelské válce za nezávislost. Během své služby sepsal takzvané „bitevní letáky“ (battle leaflets), které měly podpořit morálku vojáků.
Jeho sbírka poezie Ad lo-or z roku 1947 popisuje lyricko-dramatický motiv boje partyzánů z odboje v bažinách a lesích východní Evropy. O těchto bojích pojednává i jeho další dílo ha-Mafteach Calal z roku 1951. Díla Prida me-ha-darom („Odchod z jihu“) z roku 1949 a Panim el panim („Tváří v tvář“) z roku 1953 pokračují příběhem z izraelské války za nezávislost.
Zemřel v roce 1987 v izraelském kibucu Ejn ha-Choreš ve věku 69 let na rakovinu hrtanu.

## Ocenění a pocty
- 1968 – Brennerova cena za literaturu, udílená izraelskou společností hebrejských spisovatelů.[6]
- 1970 – Izraelská cena za literaturu.[7]